# 벅아이 (닭)

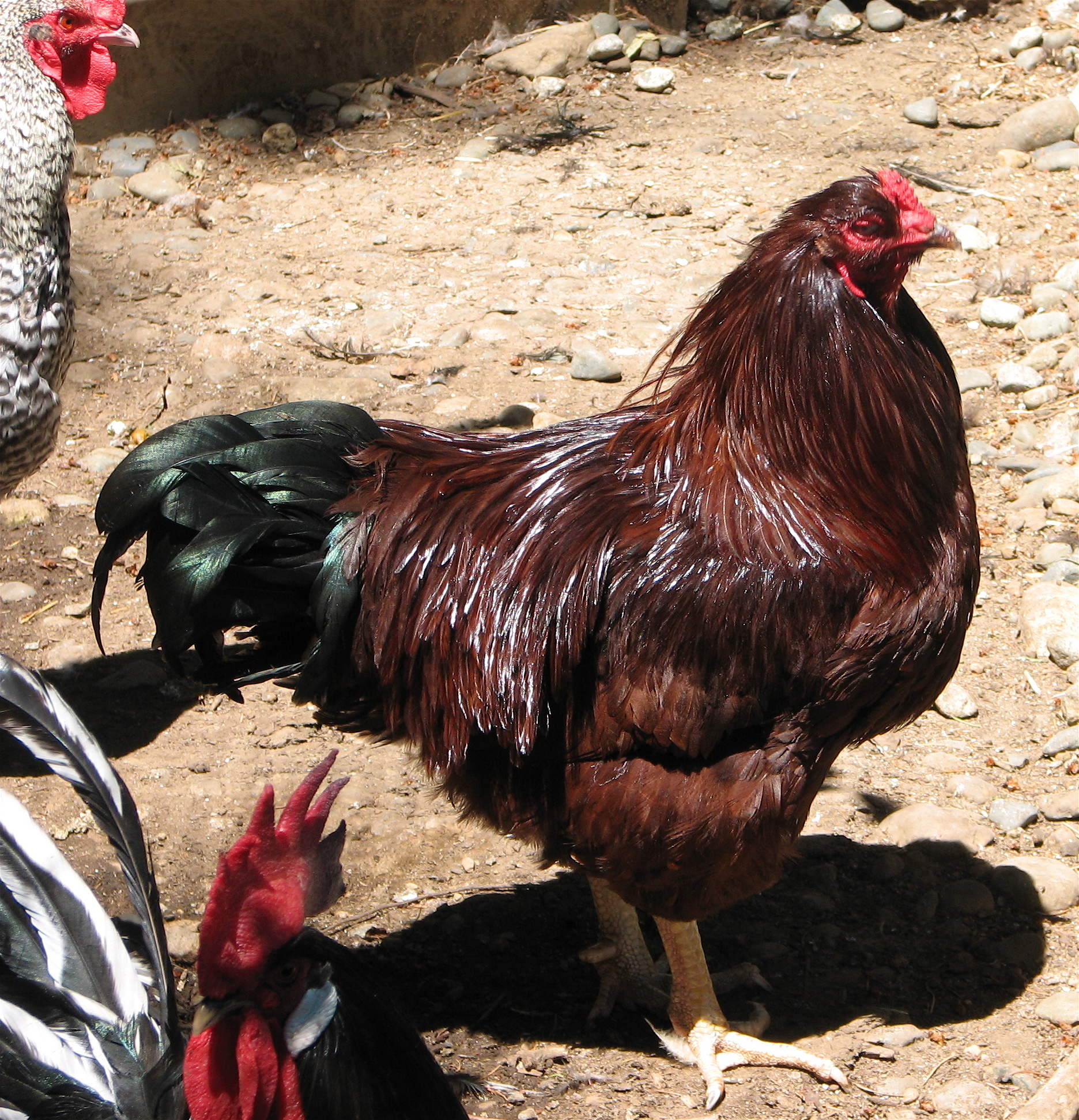
벅아이 품종의 수탉

벅아이(영어: Buckeye chicken)는 19세기 미국 오하이오주에서 개량된 닭 품종이다. 본래 우색(羽色)이 오하이오주의 주목인 오하이오칠엽수(학명: Aesculus glabra)의 씨앗 색깔을 닮도록 개량된 품종이다. 고기와 알을 모두 얻으려고 개량한 난육겸용종으로, 깃 아래 피부색은 노란빛을 띠며 알 색은 갈색이다. 미국의 닭 품종 중에서 완두볏 형태를 지닌 유일한 품종이다.